# Berberisväxter
Berberisväxter (Berberidaceae) är en familj av trikolpater med omkring 570 arter uppdelade i 18 släkten. Det största antalet arter, 450, finns i berberissläktet (Berberis). Berberisväxterna finns framförallt i norra halvklotets tempererade områden och i bergsområden i tropiska delar av Sydamerika. I Sverige förekommer inga arter naturligt, utan de är alla införda som trädgårdsväxter. Berberisväxterna är träd, buskar och fleråriga örter. Blommorna är oftast tretaliga, men två- och fyrtaliga finns också. De kan sitta ensamma, men finns ofta i blomställningar eller klasar. Bären från vissa Berberis-arter samt från mahonia (Mahonia aguifolium) går att äta.
I äldre klassificeringssystem ingick endast fyra släkten i berberisfamiljen; Berberis, Epimedium, Mahonia och Vancouveria. Övriga nuvarande släkten var indelade i två fristående familjer, Leonticaceae och Podophyllaceae. Dessa familjer ingår alltså numera i berberisväxterna och är inte längre egna familjer.
Mahoniorna är mycket nära släkt med berberisarna och vissa botaniker låter mahoniorna ingå i berberissläktet. Arter i dessa två släkten kan korsa sig och ge hybrider. Sådana hybrider brukar klassificeras i hybridsläktet hybridmahoniasläktet (×Mahoberberis).

## Galleri

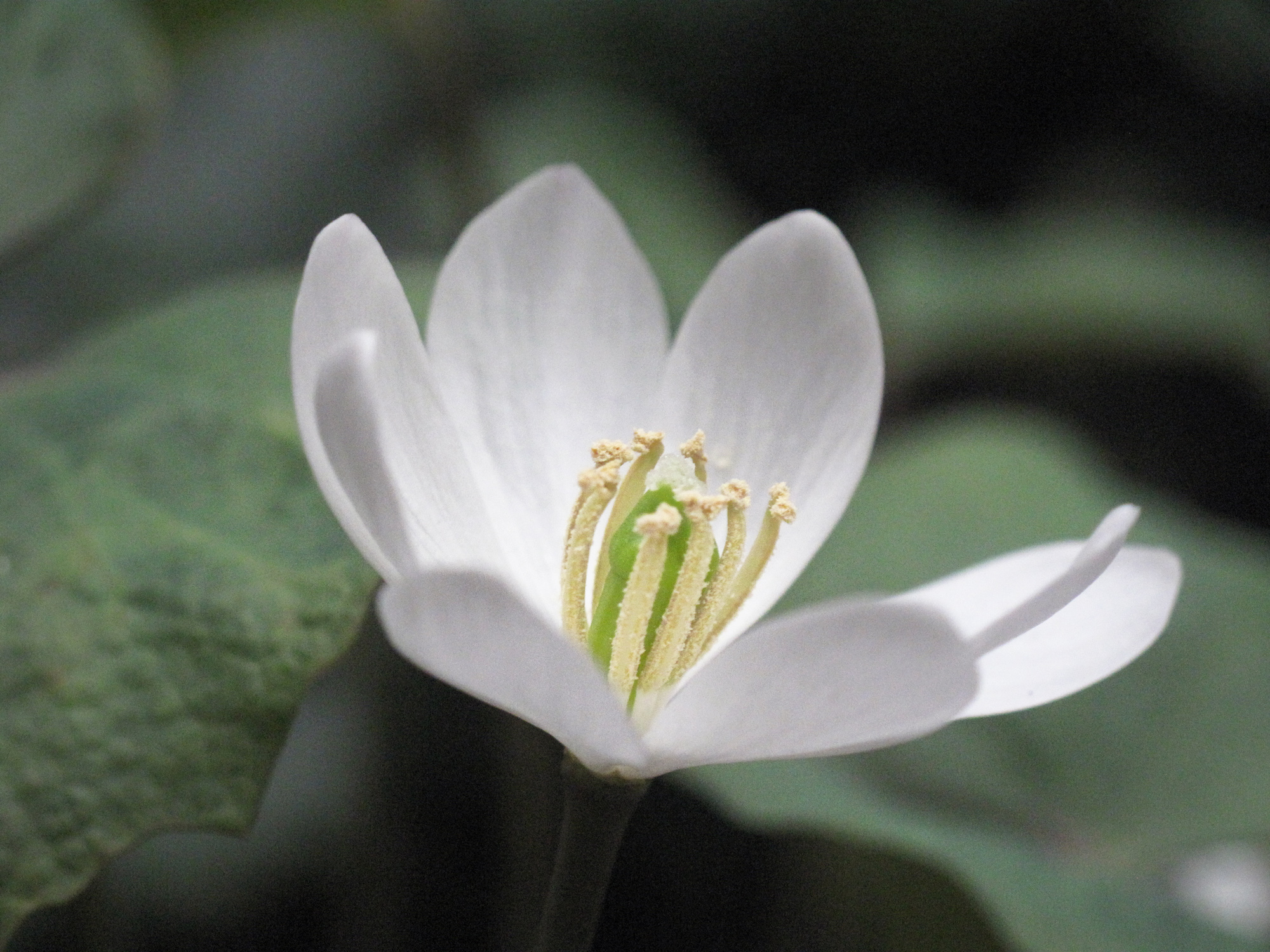
Jeffersonia diphylla
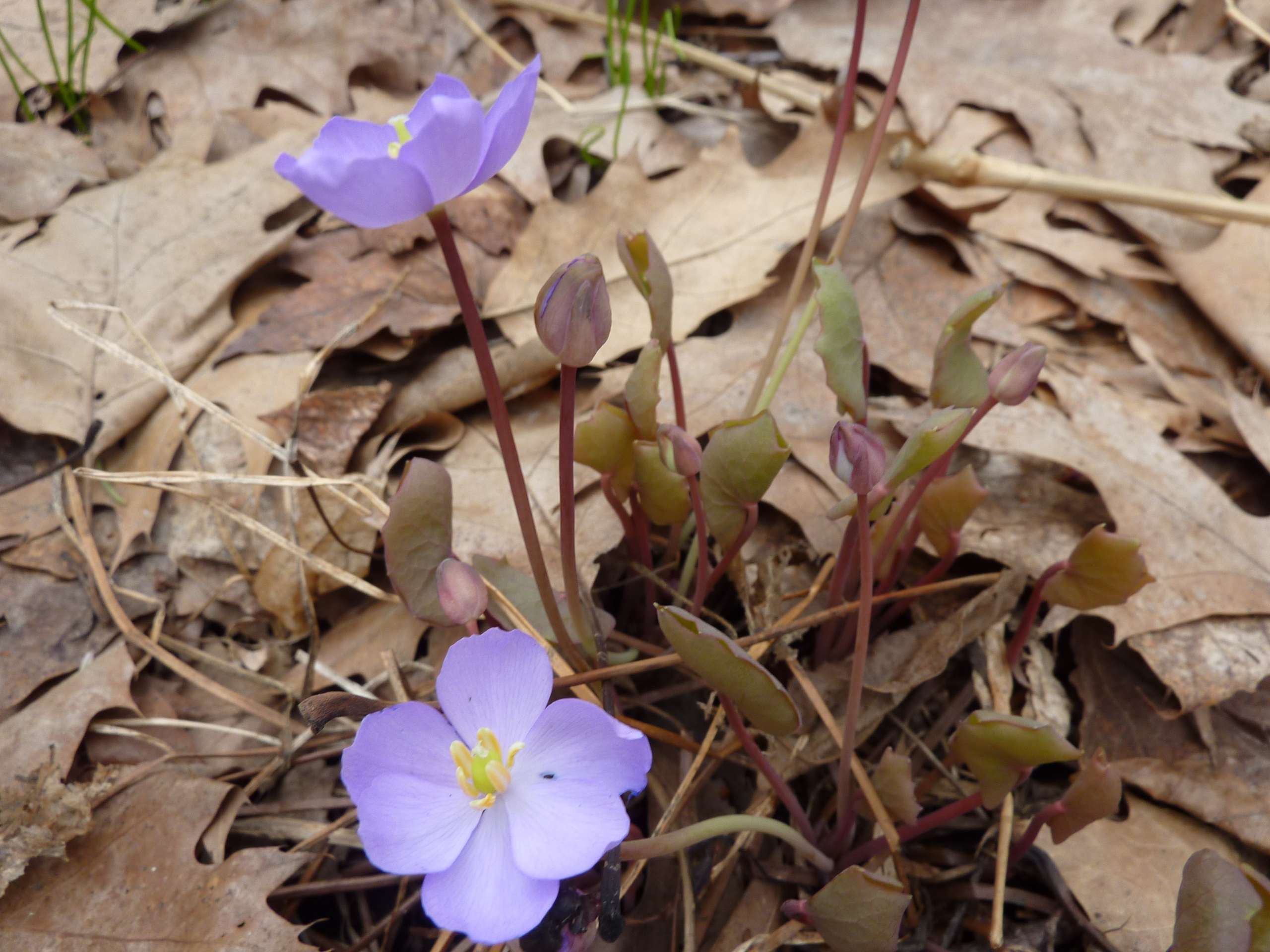
Jeffersonia dubia
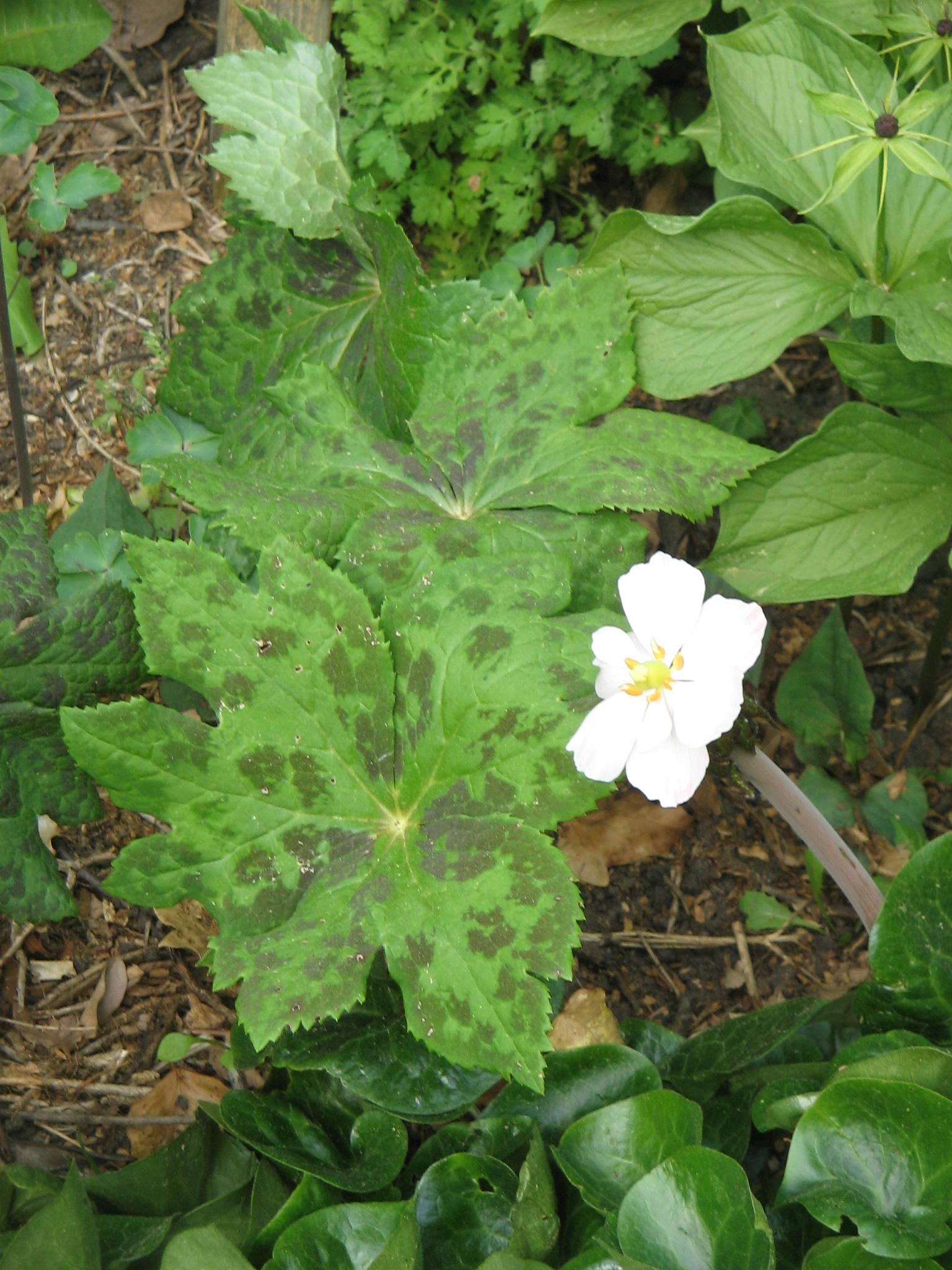
Podophyllum hexandrum
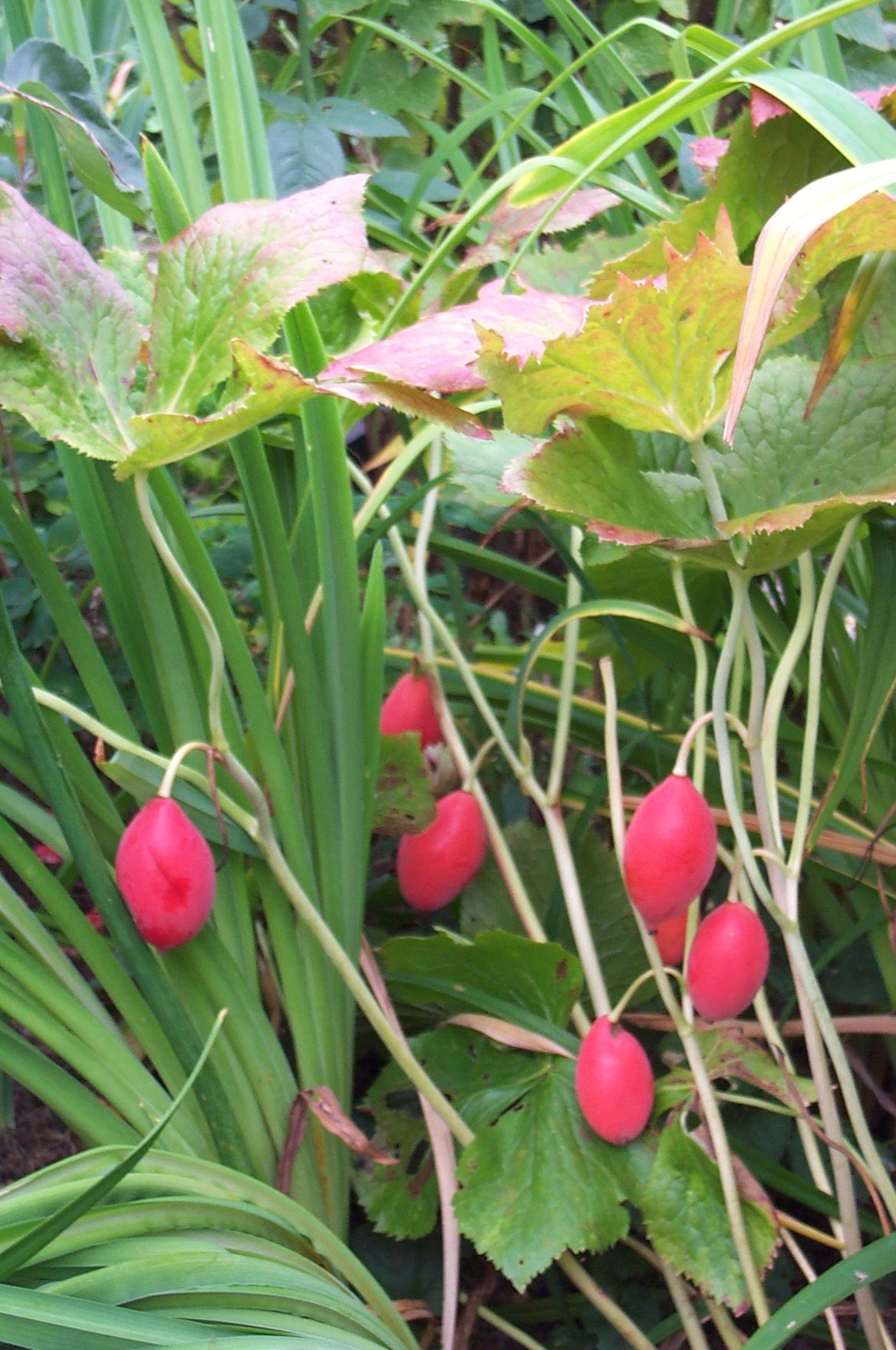
Podophyllum hexandrum
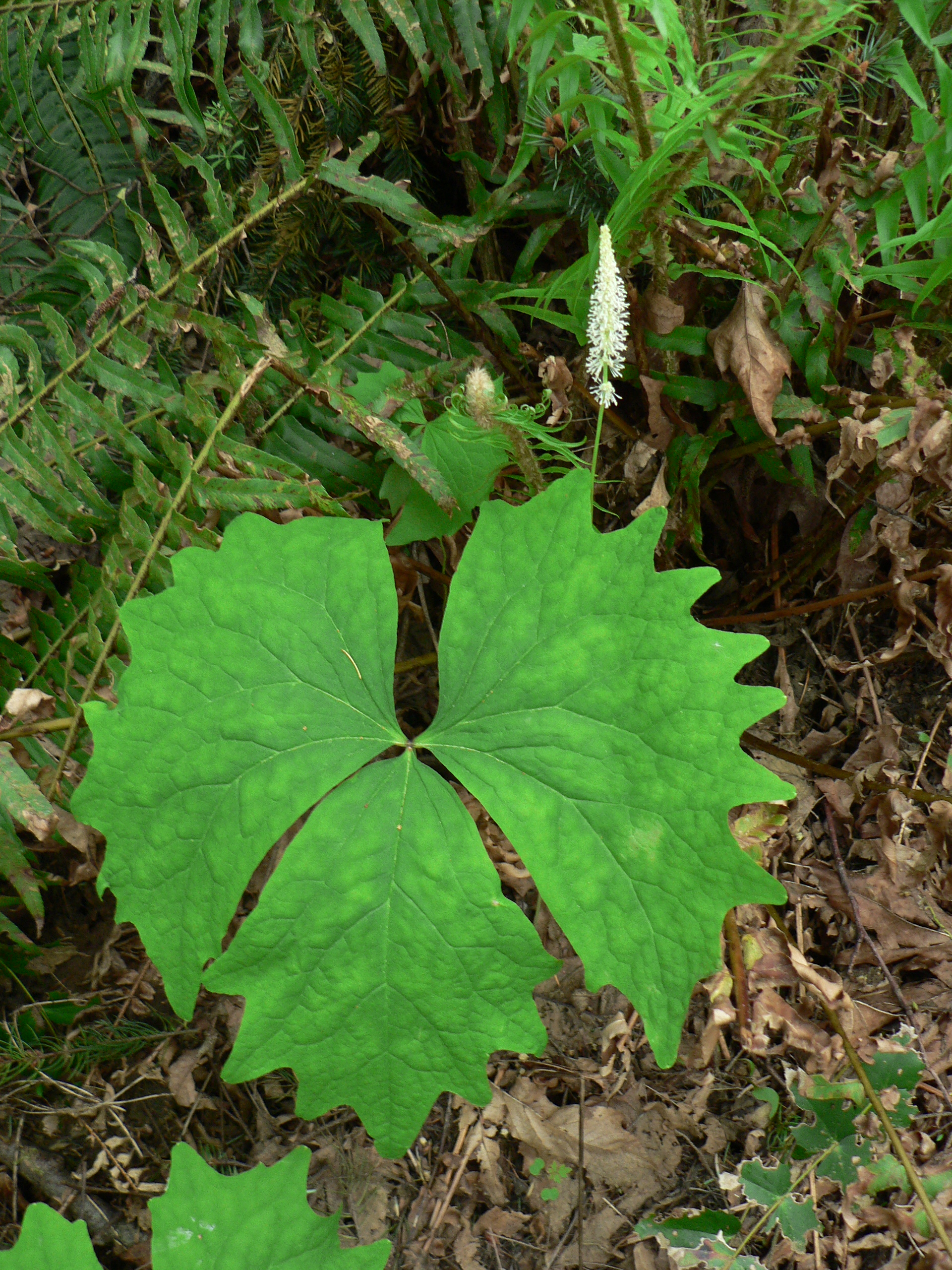
Achlys triphylla
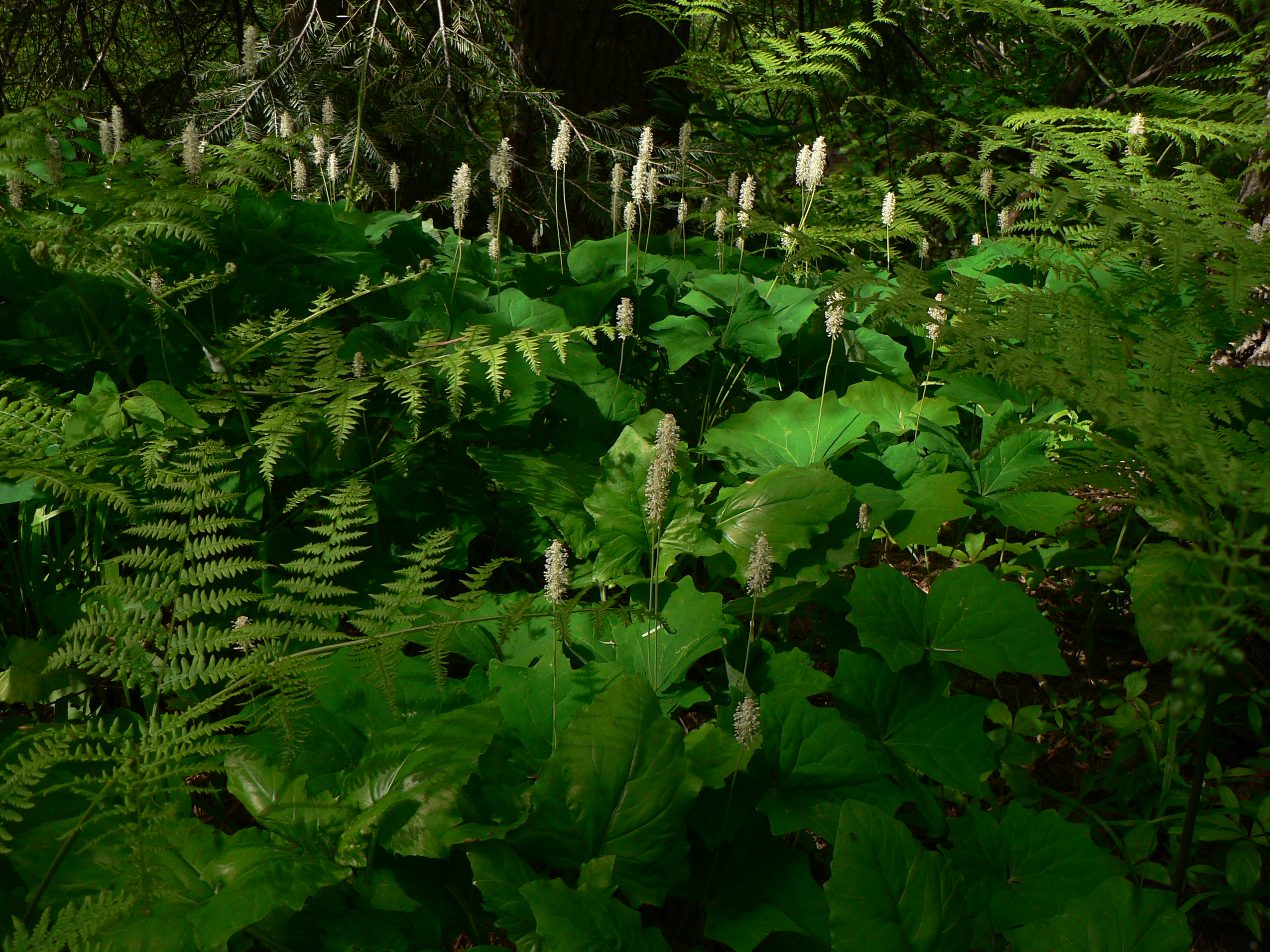
Achlys triphylla
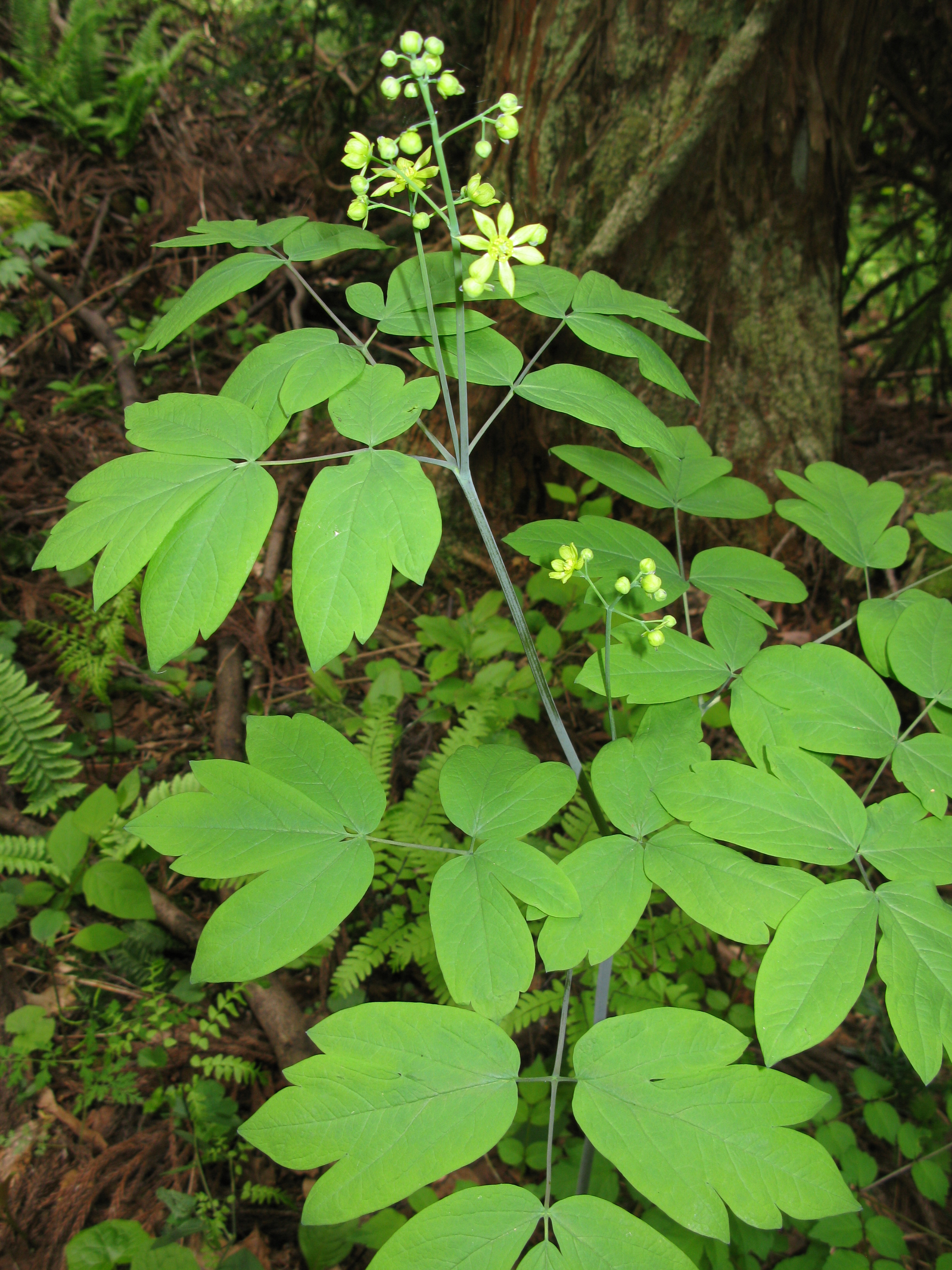
Caulophyllum robustum
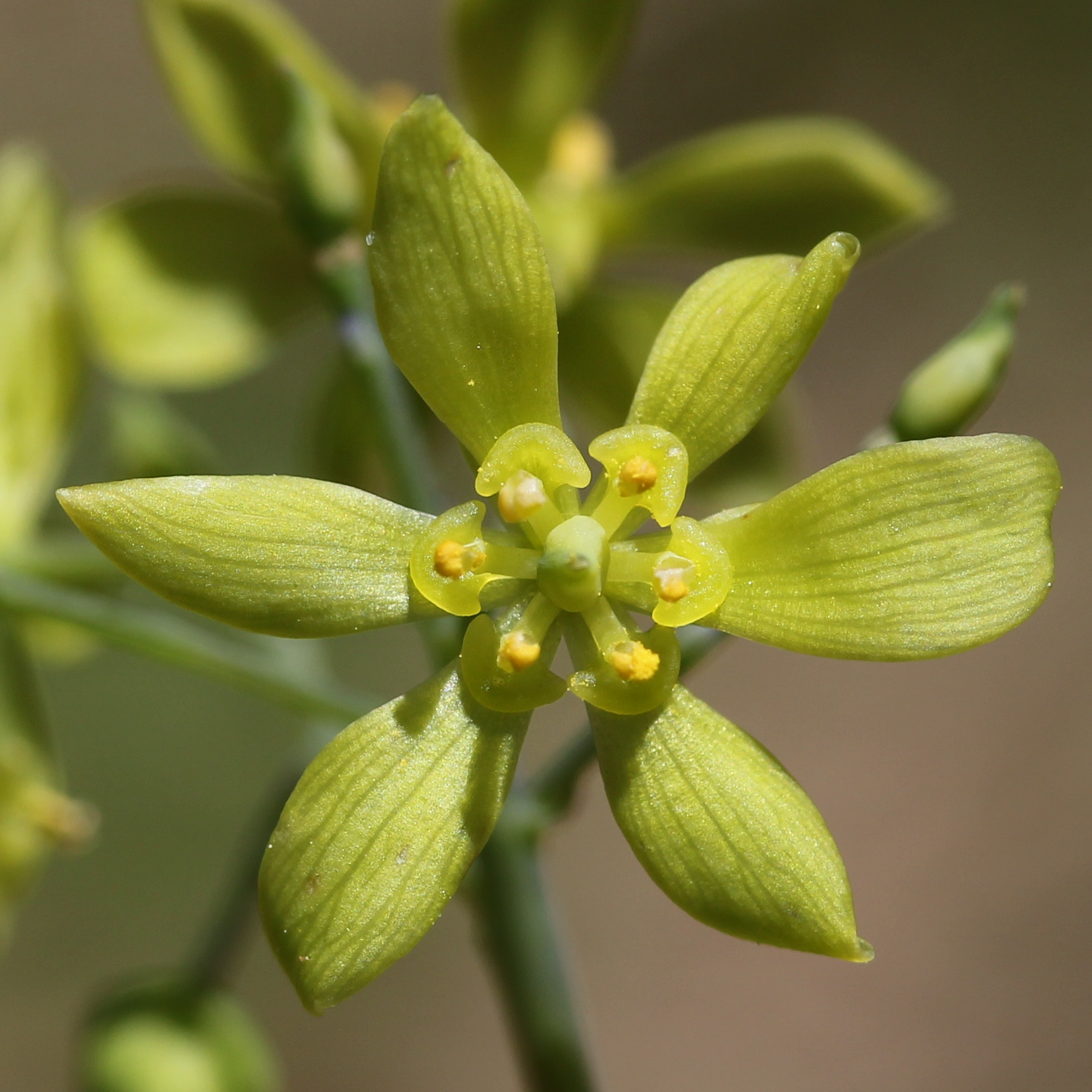
Caulophyllum robustum
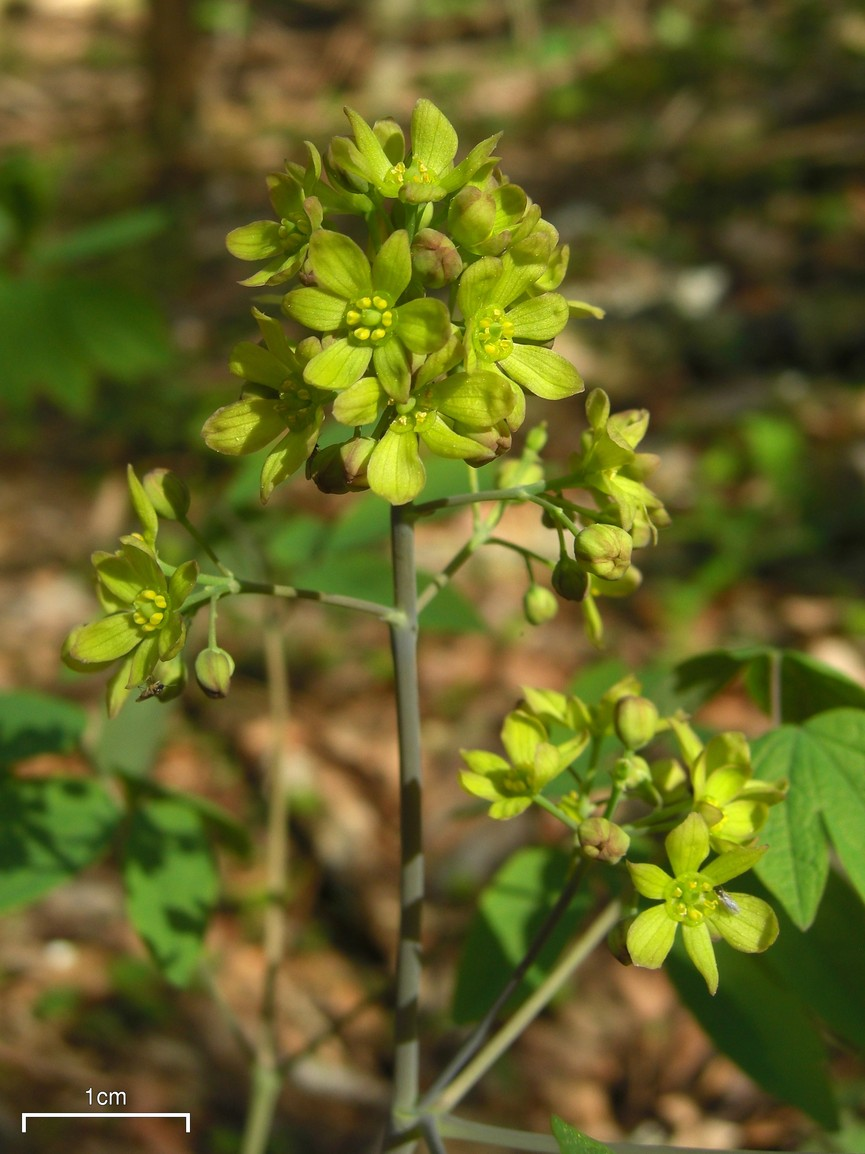
Blå Cohosh
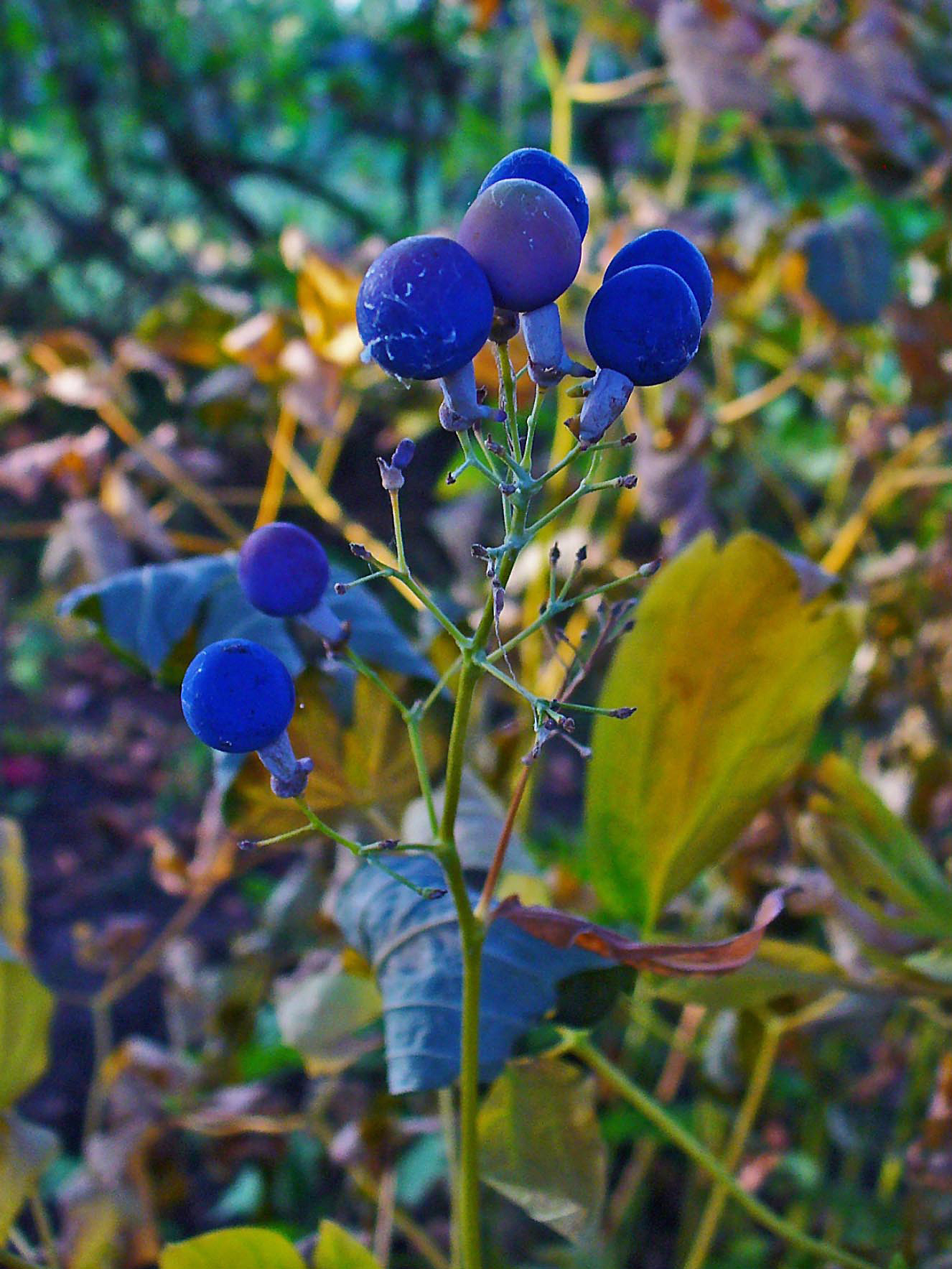
Caulophyllum thalictroides
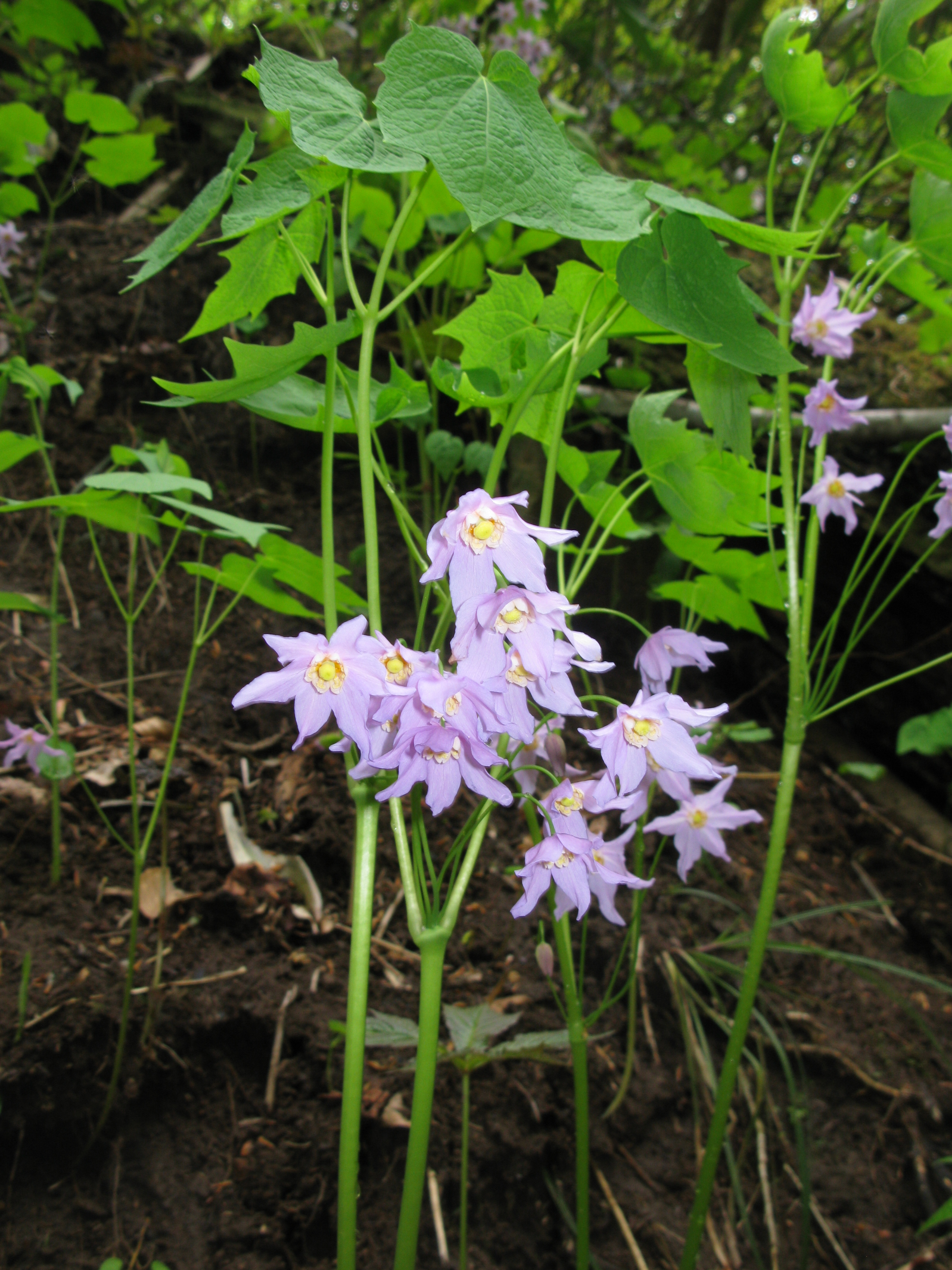
Ranzania japonica
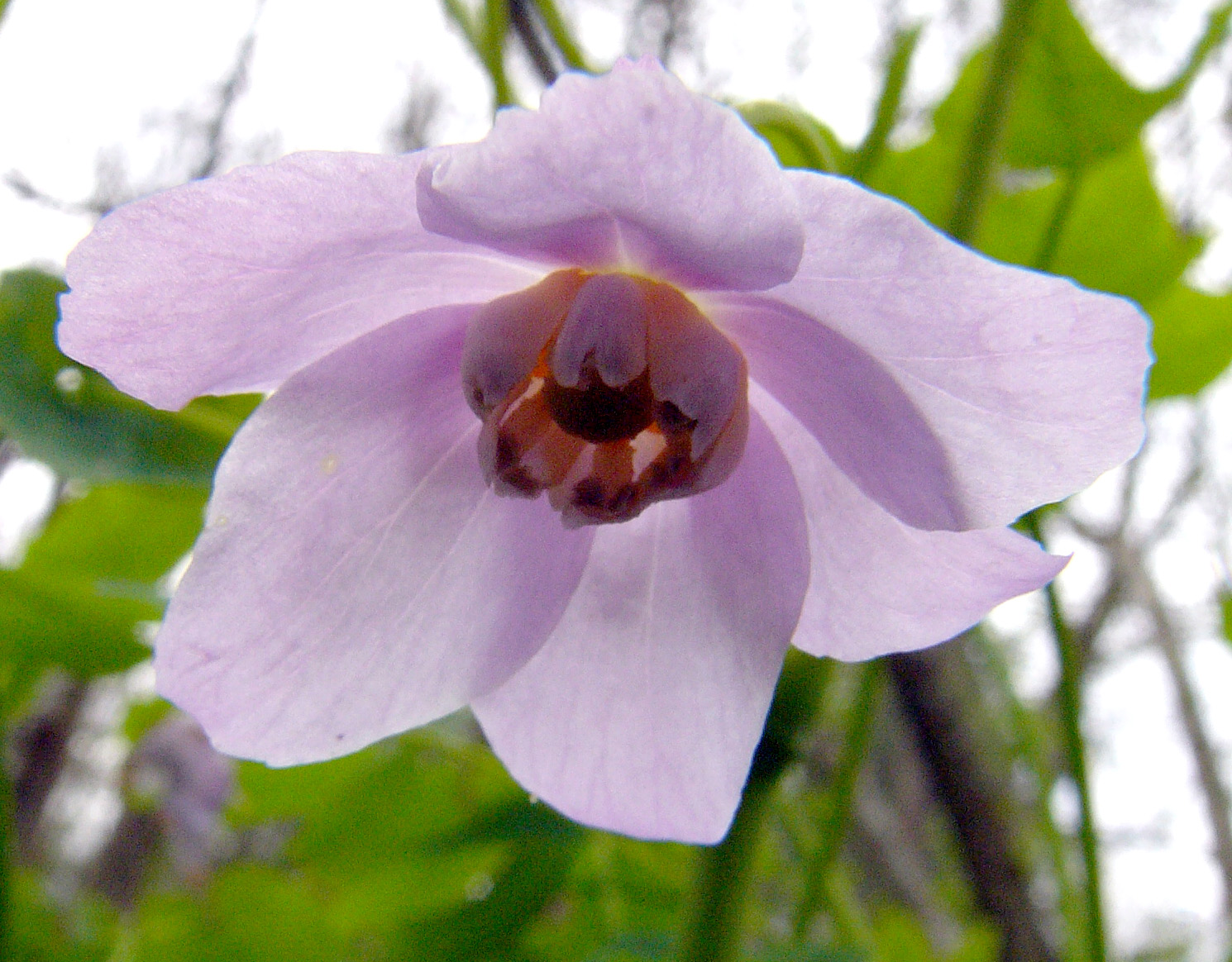
Ranzania japonica
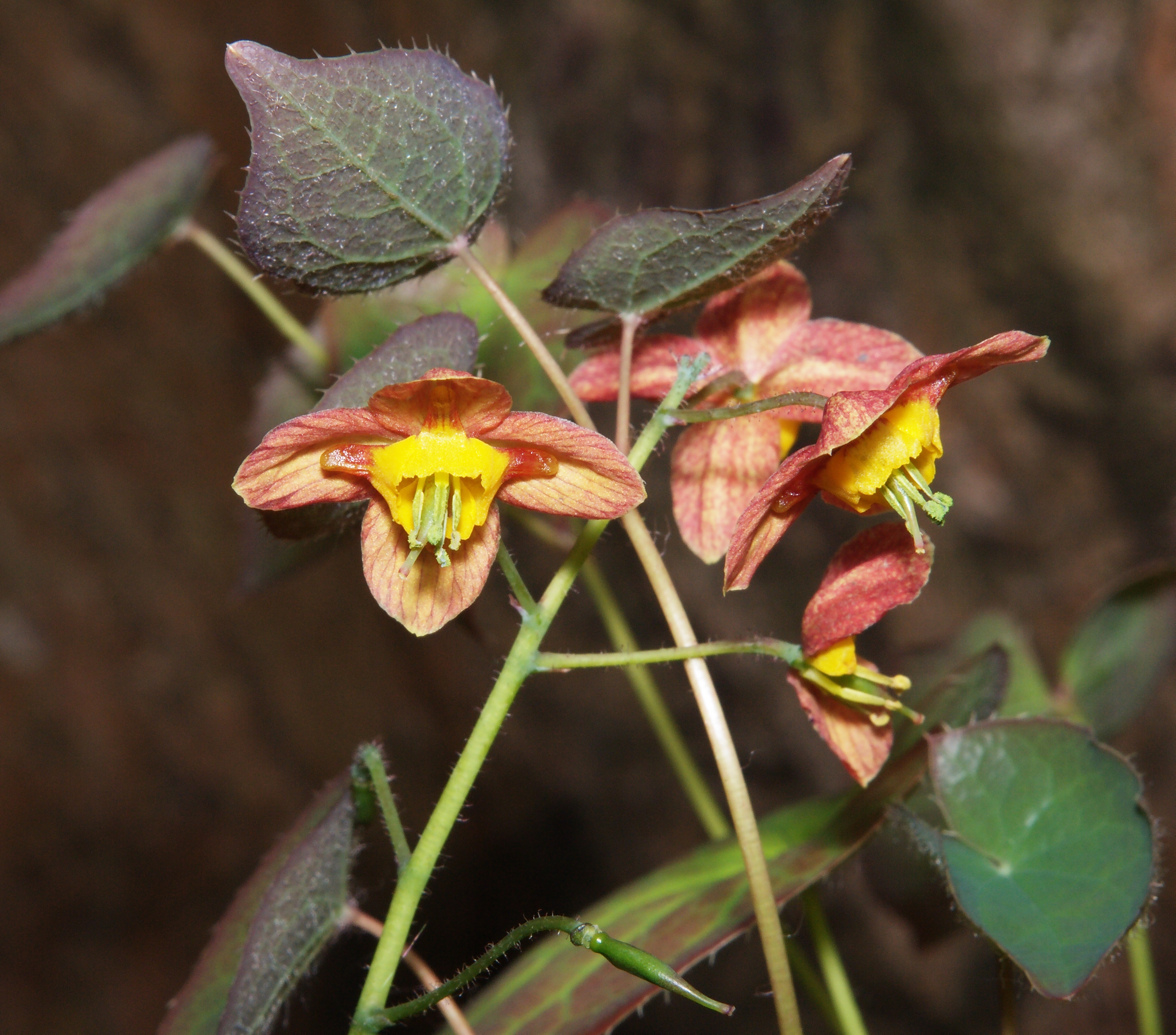
Epimedium versicolor
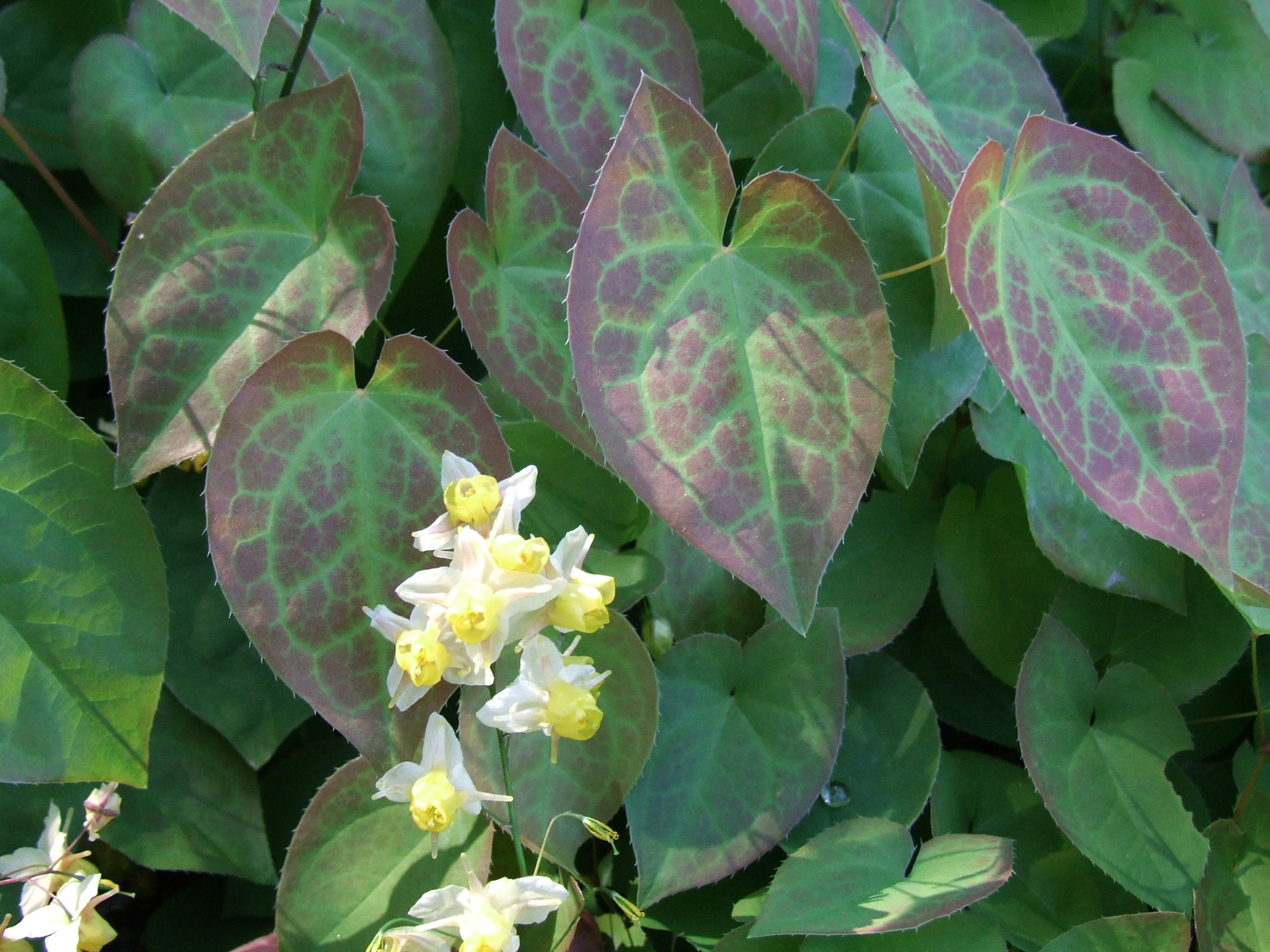
Epimedium pubigerum
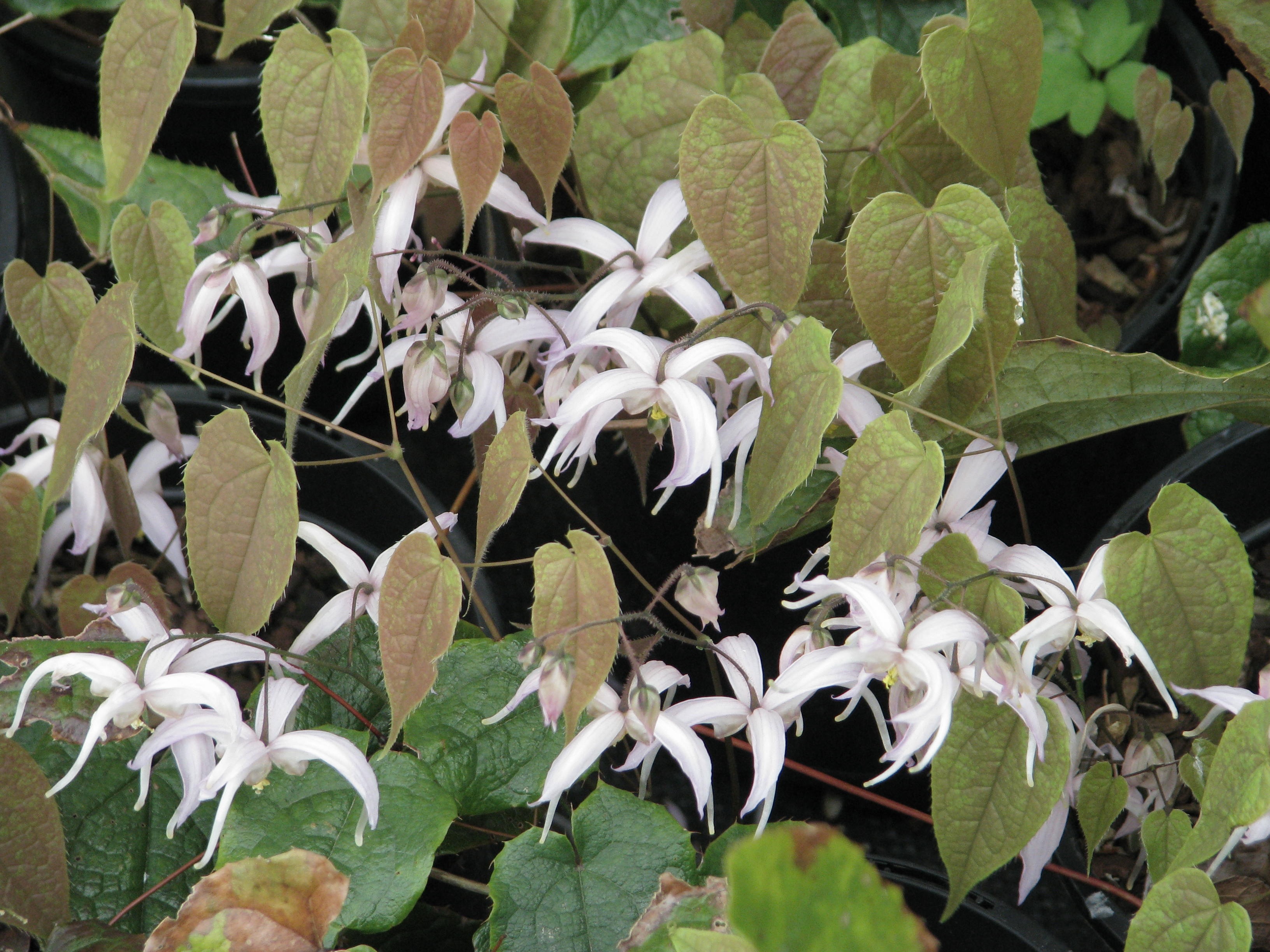
Epimedium leptorrhizum
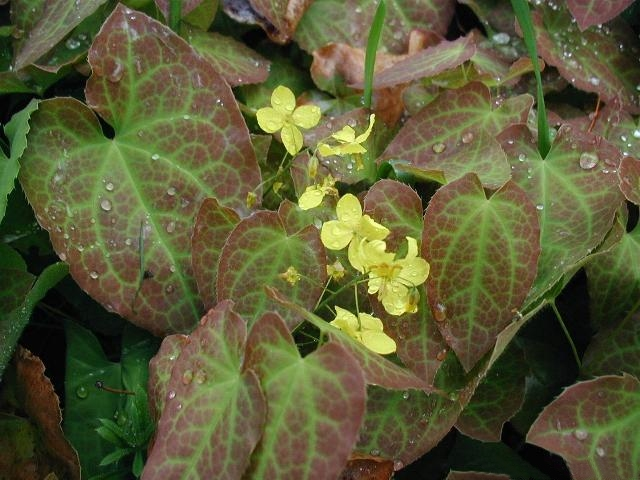
Epimedium pinnatum
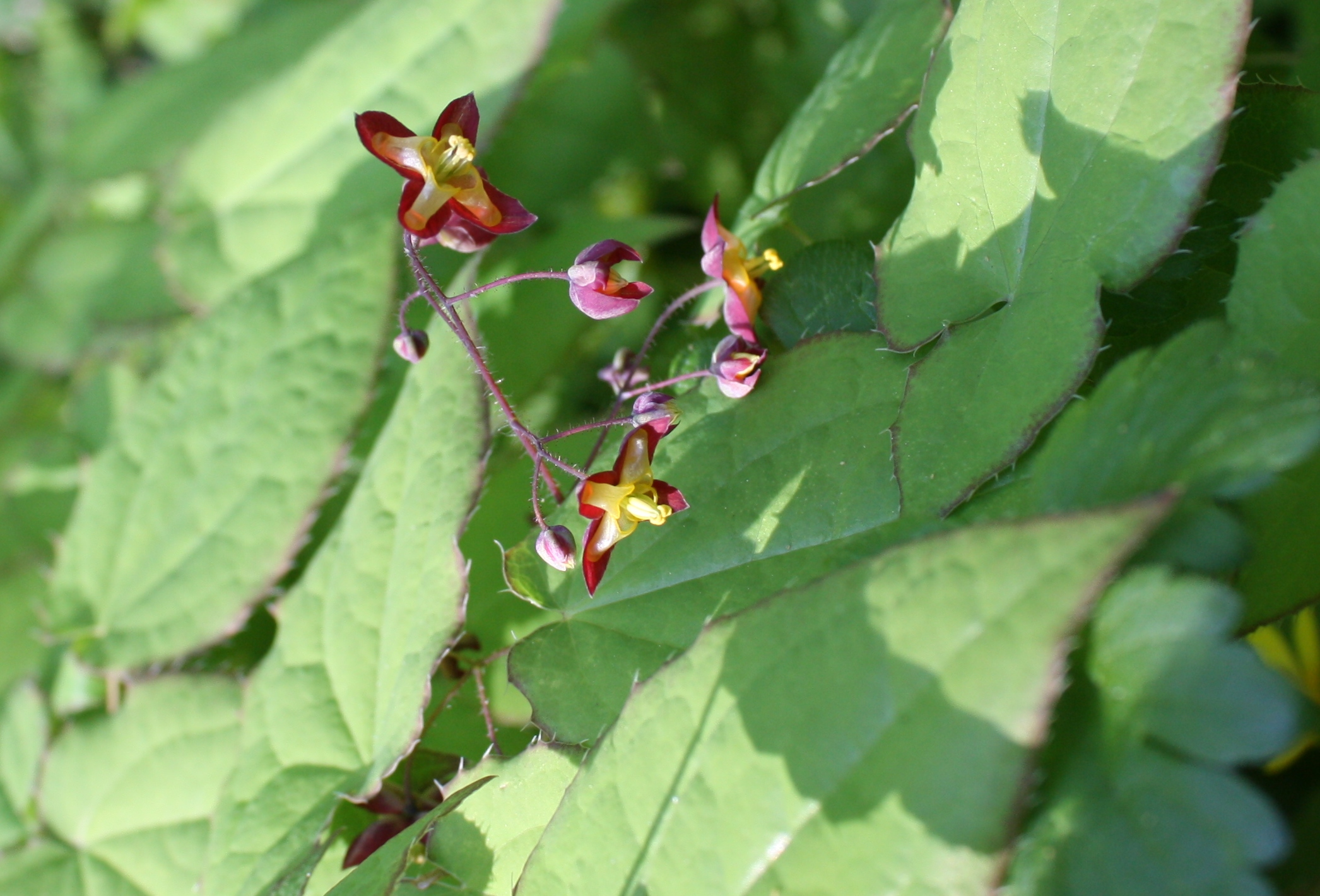
Epimedium cf alpinum
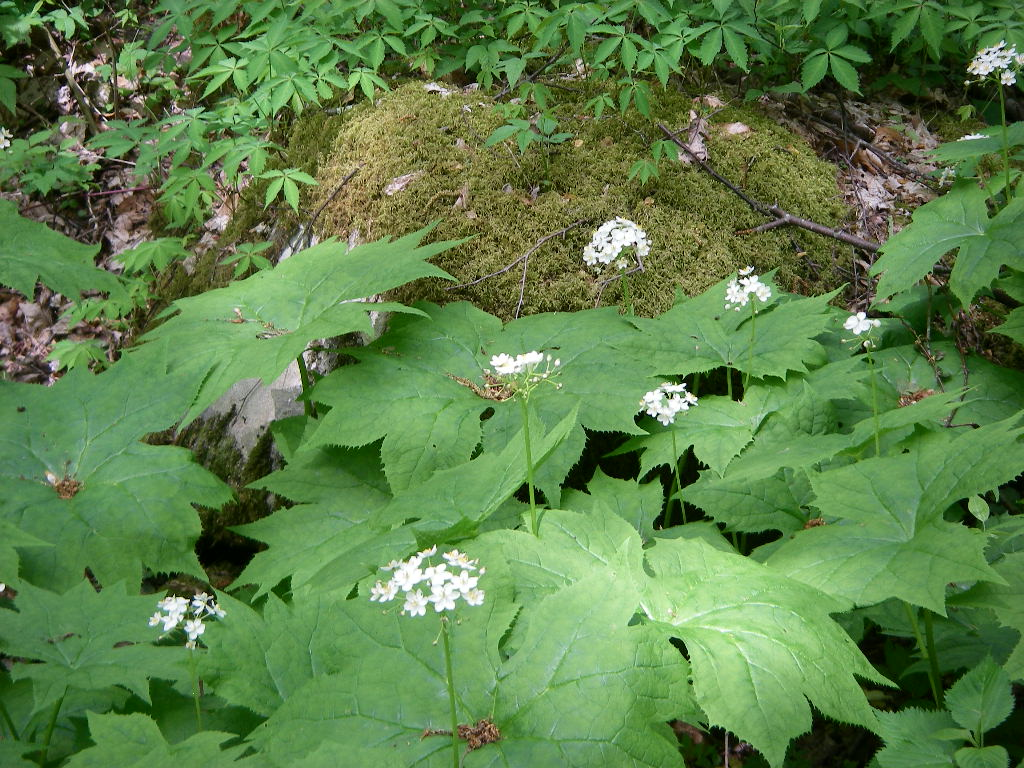
Diphylleia cymosa
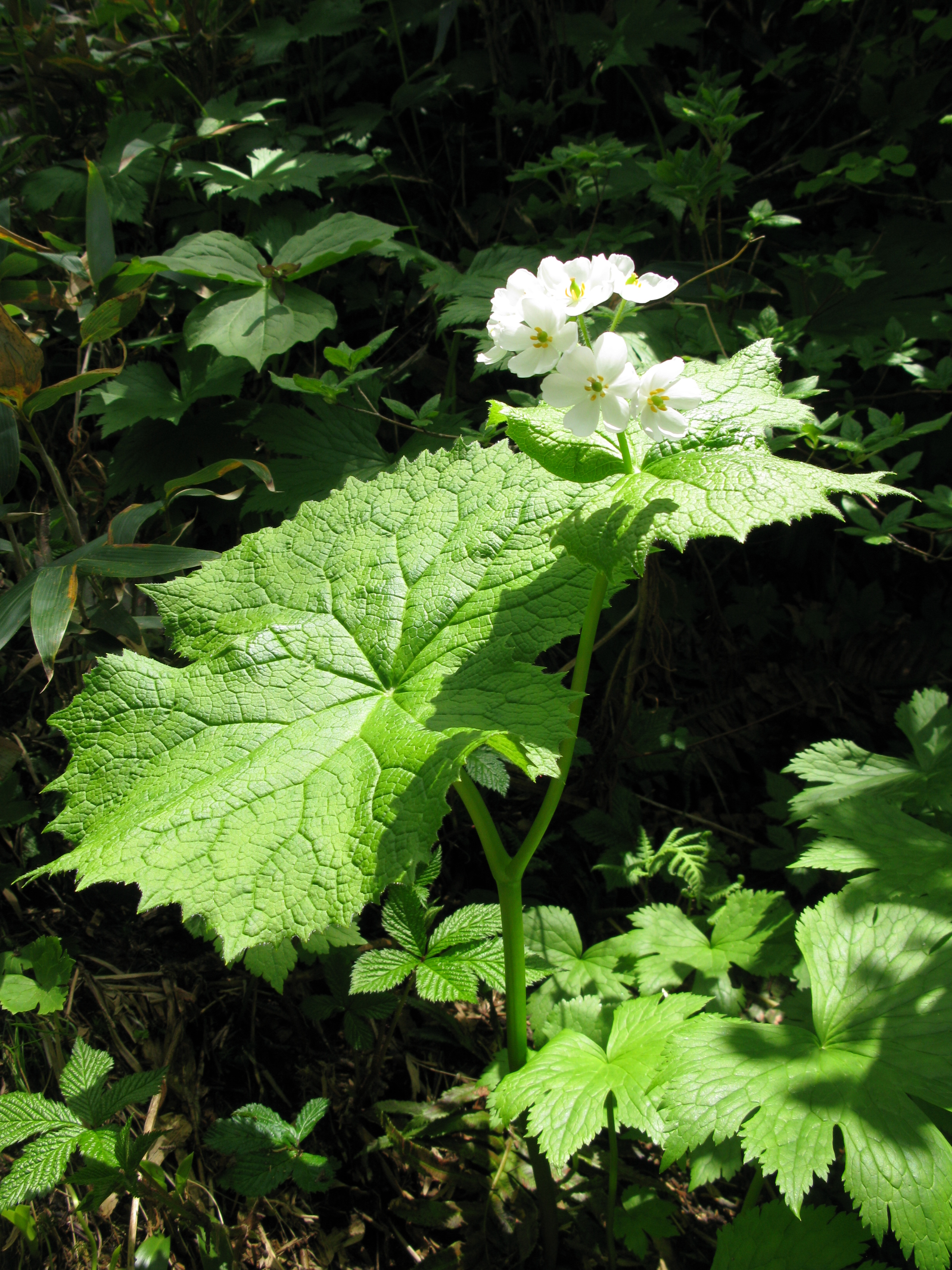
Diphylleia grayi
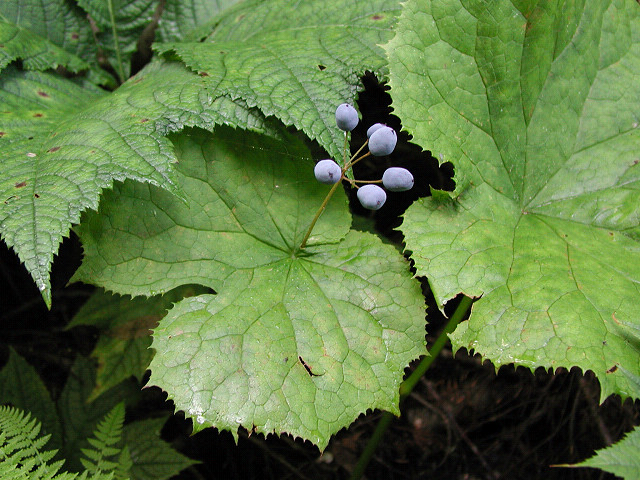
Diphylleia grayi
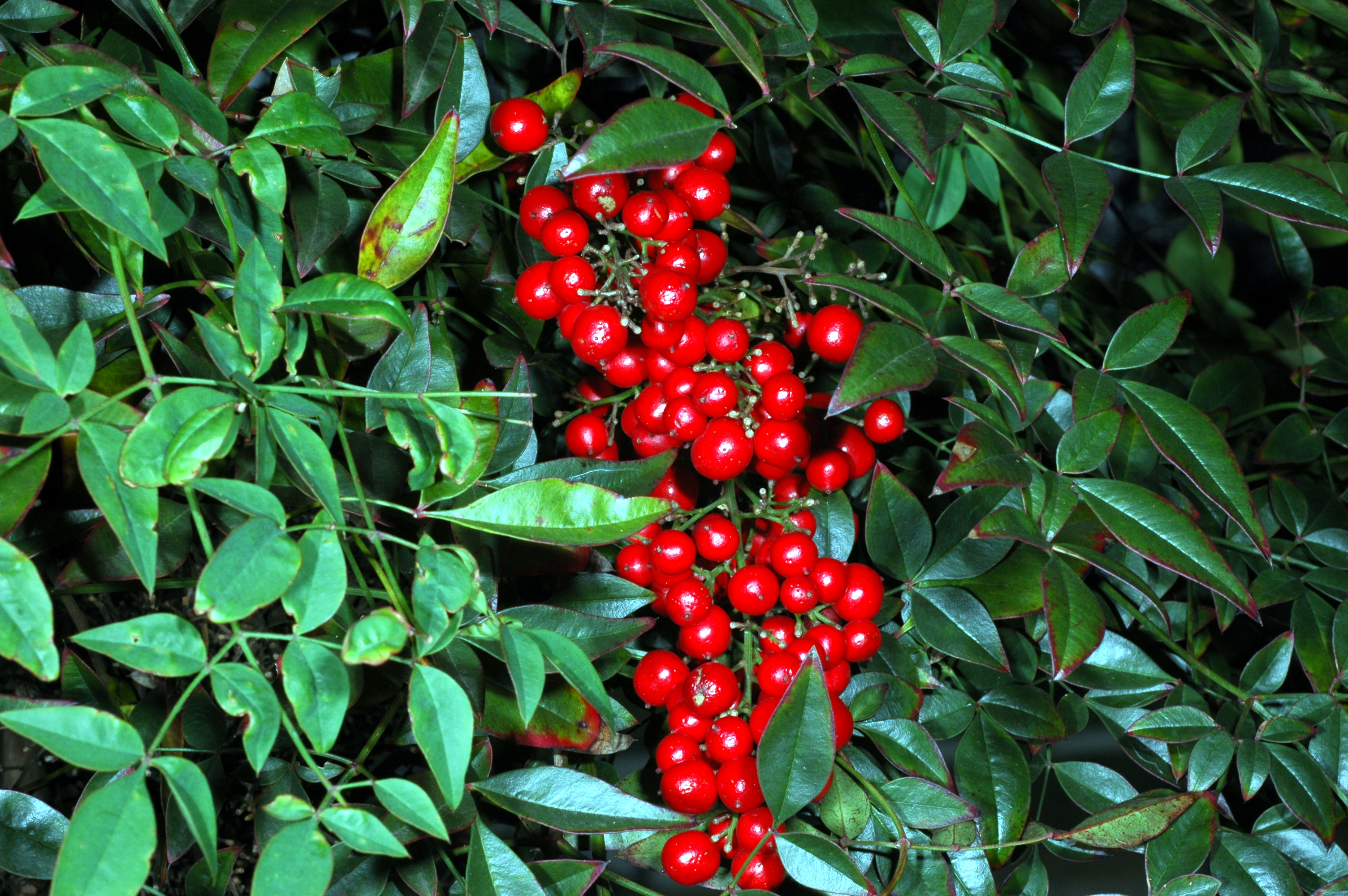
Nandina domestica
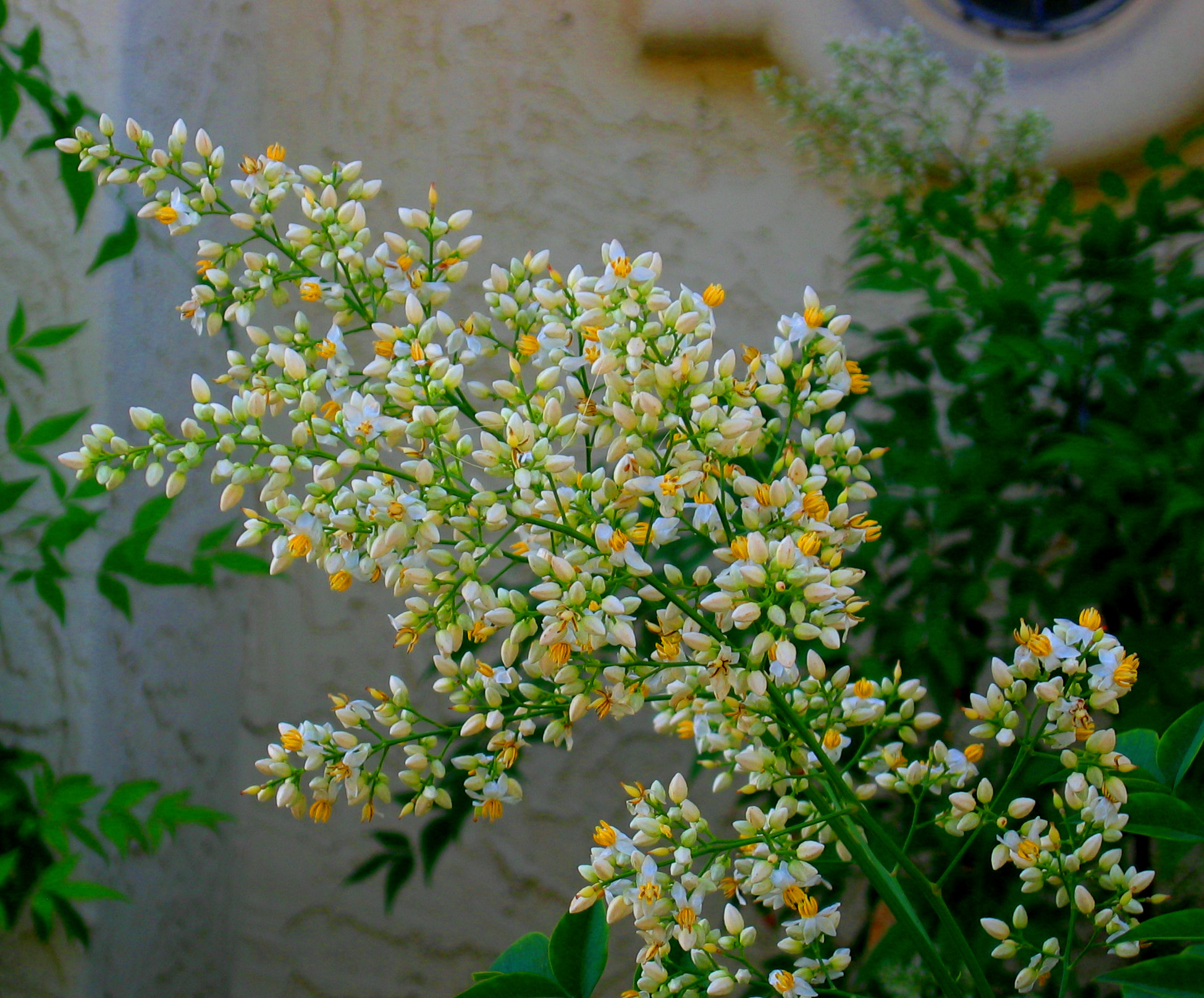
Nandia domestica
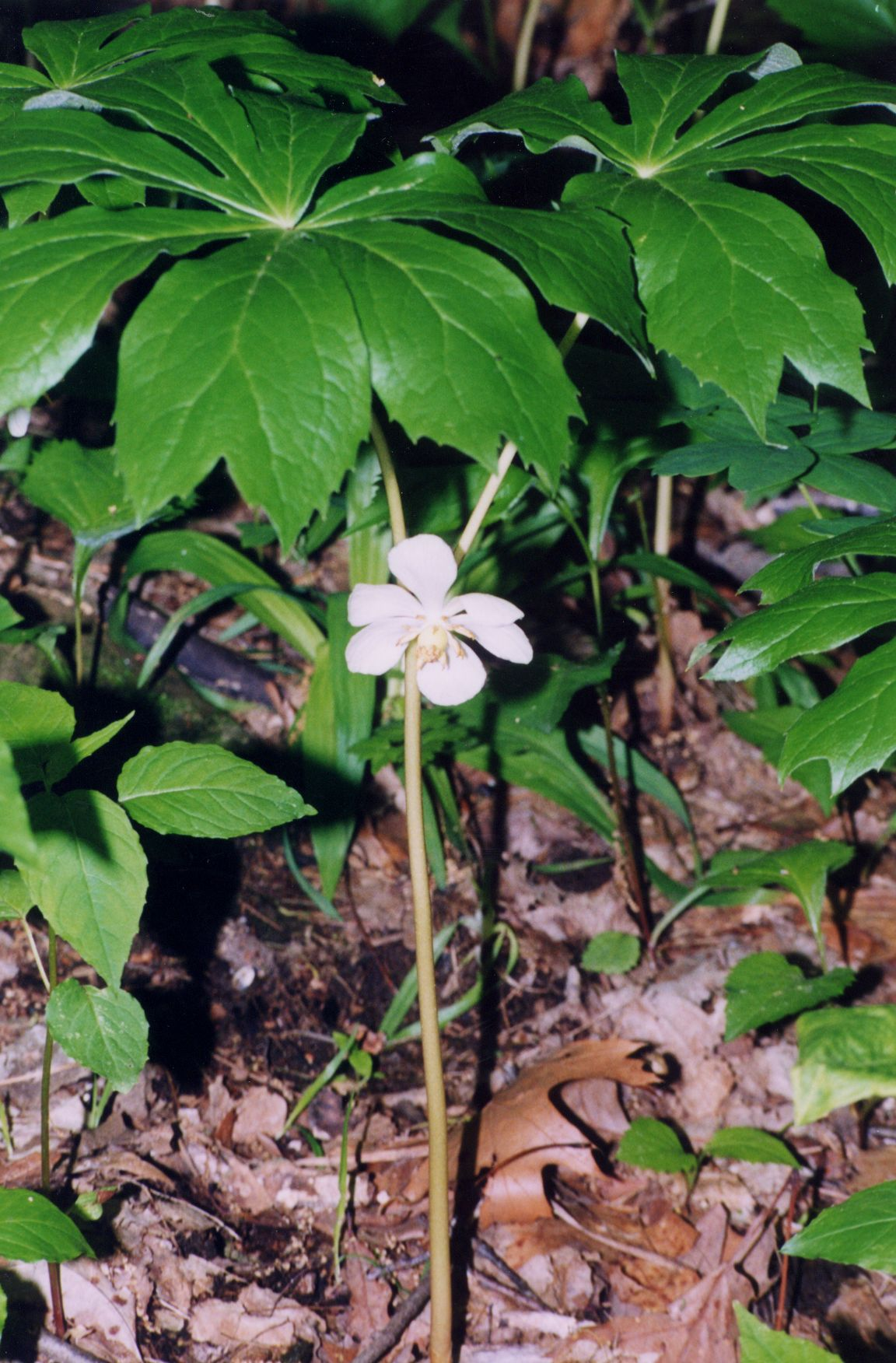
Podophyllum peltatum
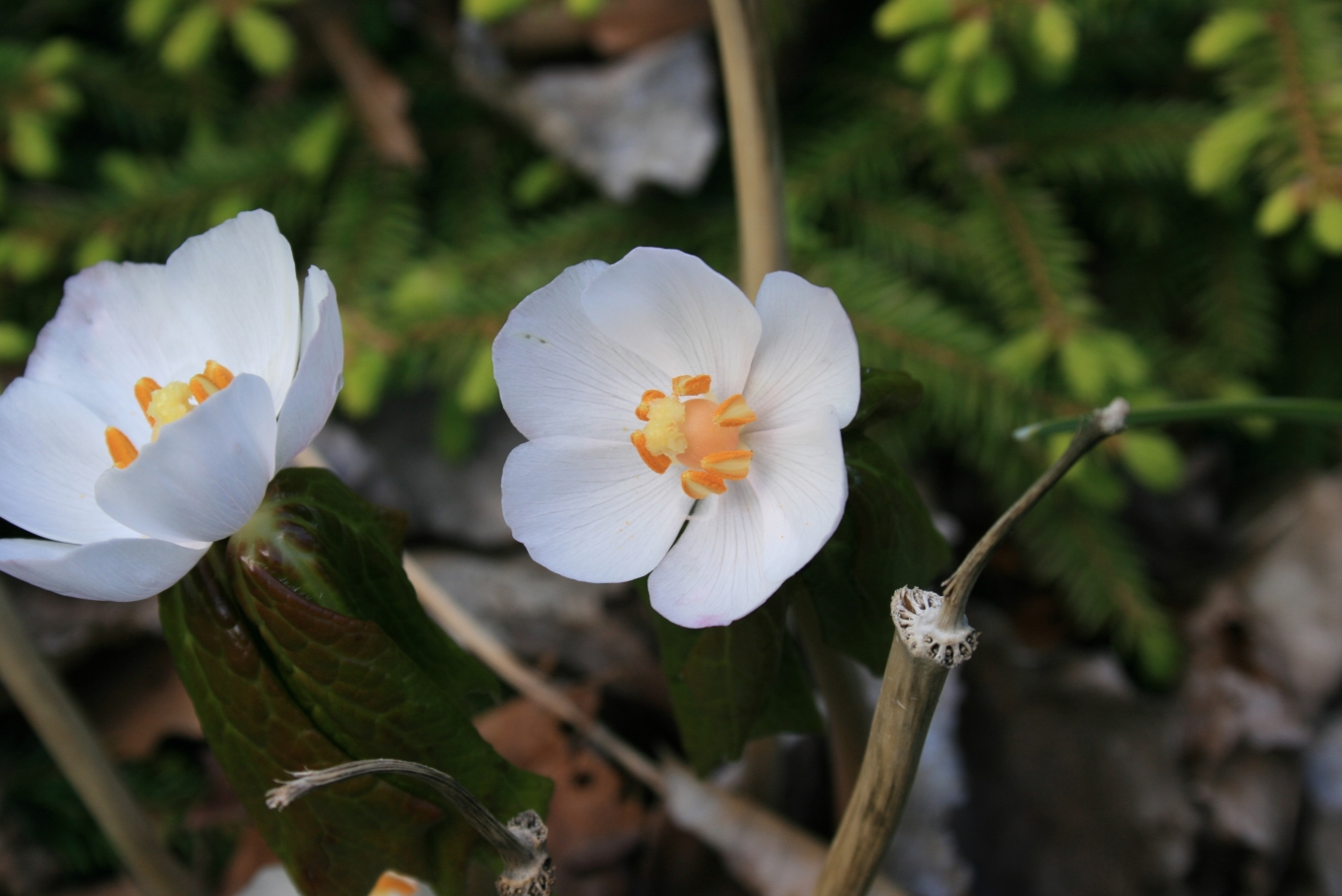
Podophyllum peltatum
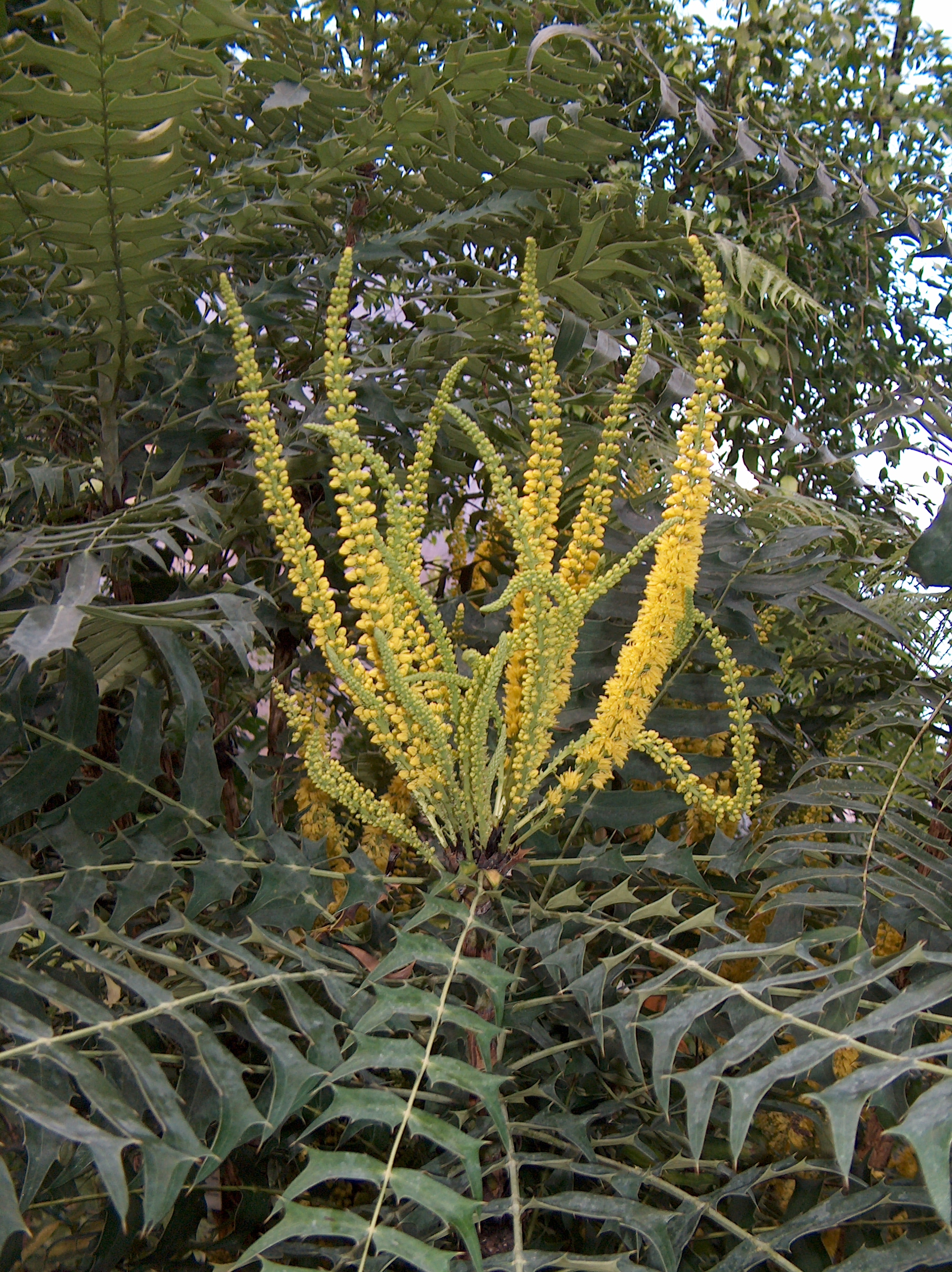
Mahonia lomariifolia
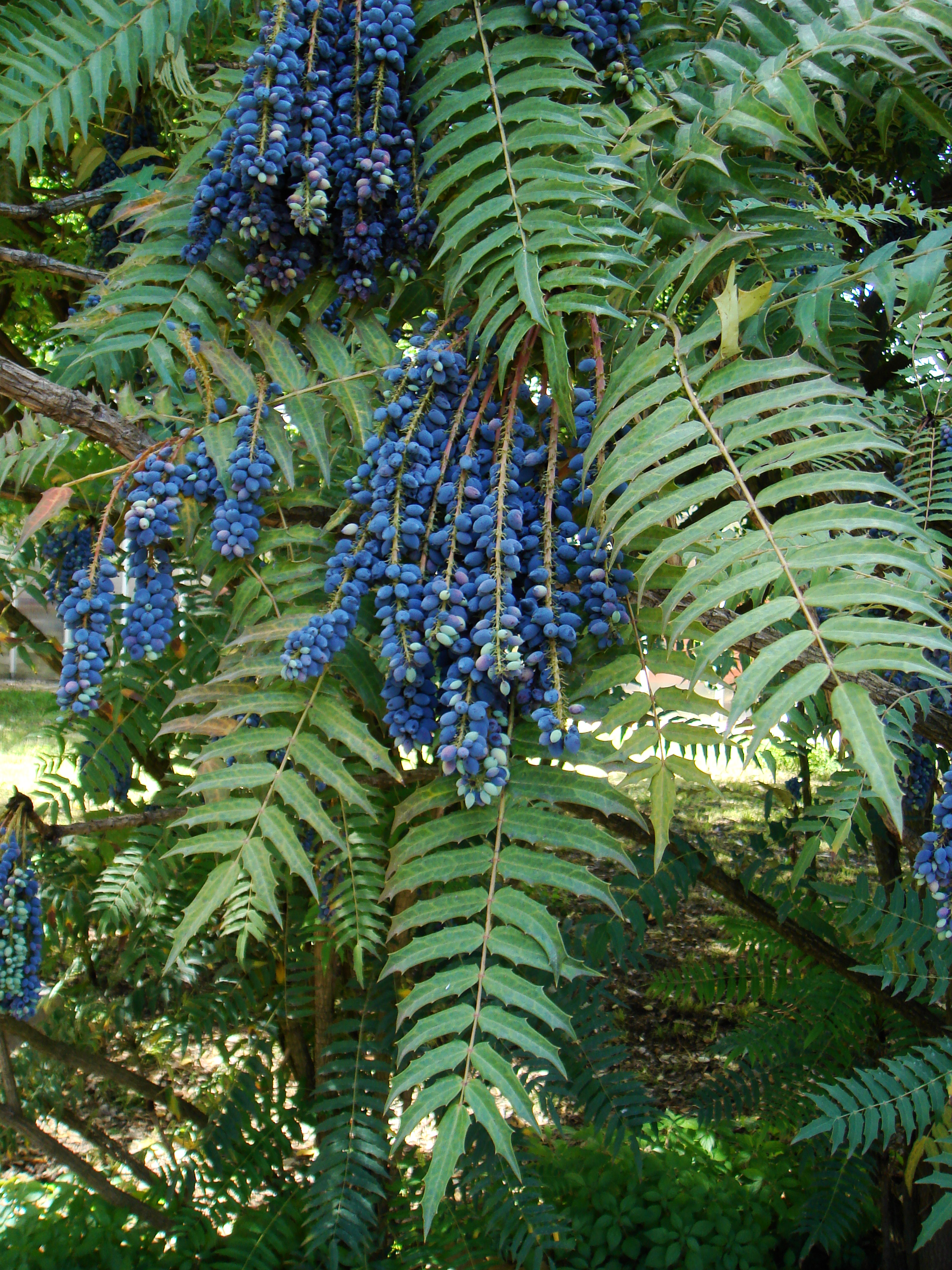
Mahonia lomariifolia
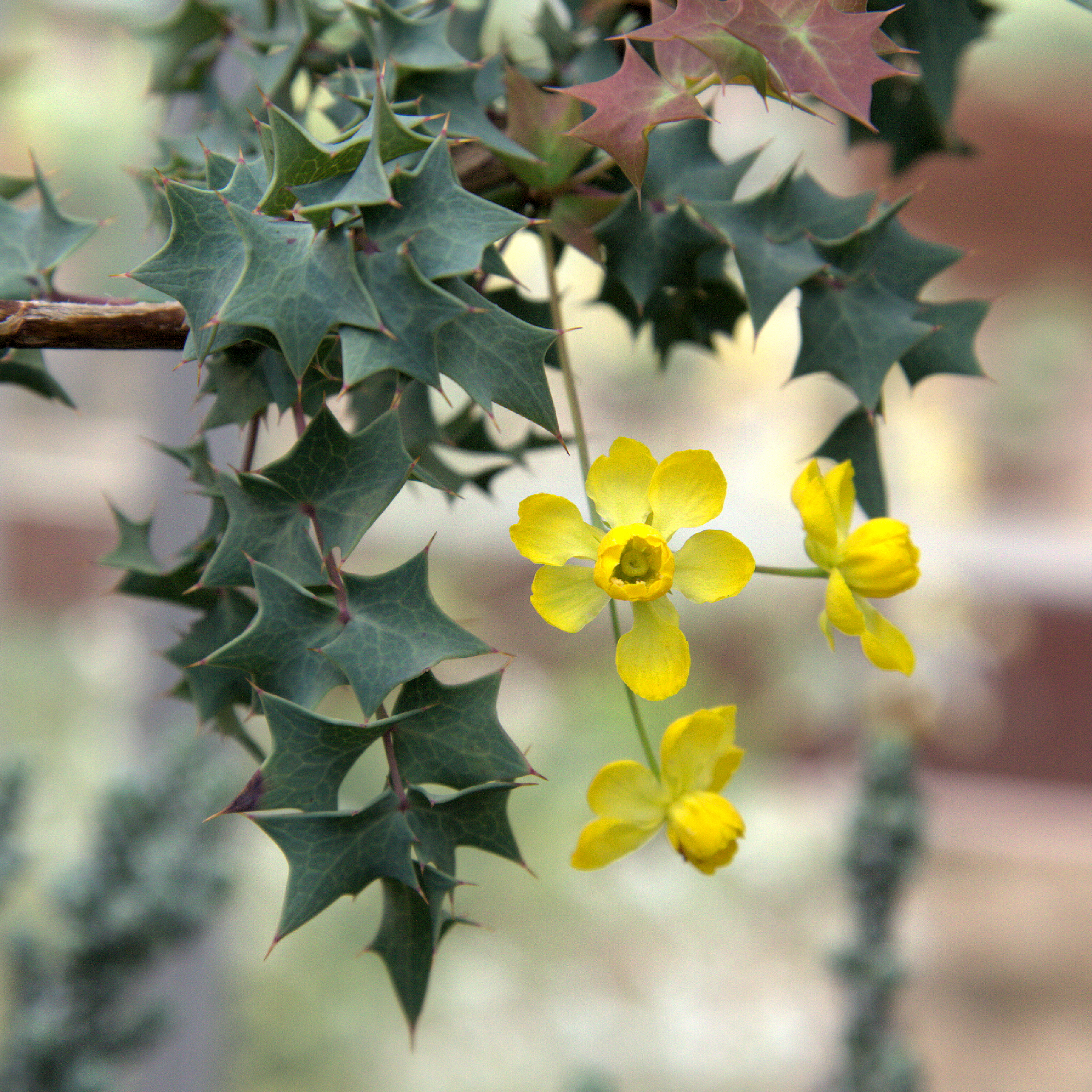
Mahonia fremontii